# Stazione di San Miniato-Fucecchio
La stazione di San Miniato-Fucecchio è una fermata ferroviaria posta sulla ferrovia Leopolda, che congiunge Firenze a Pisa e Livorno.

## Storia

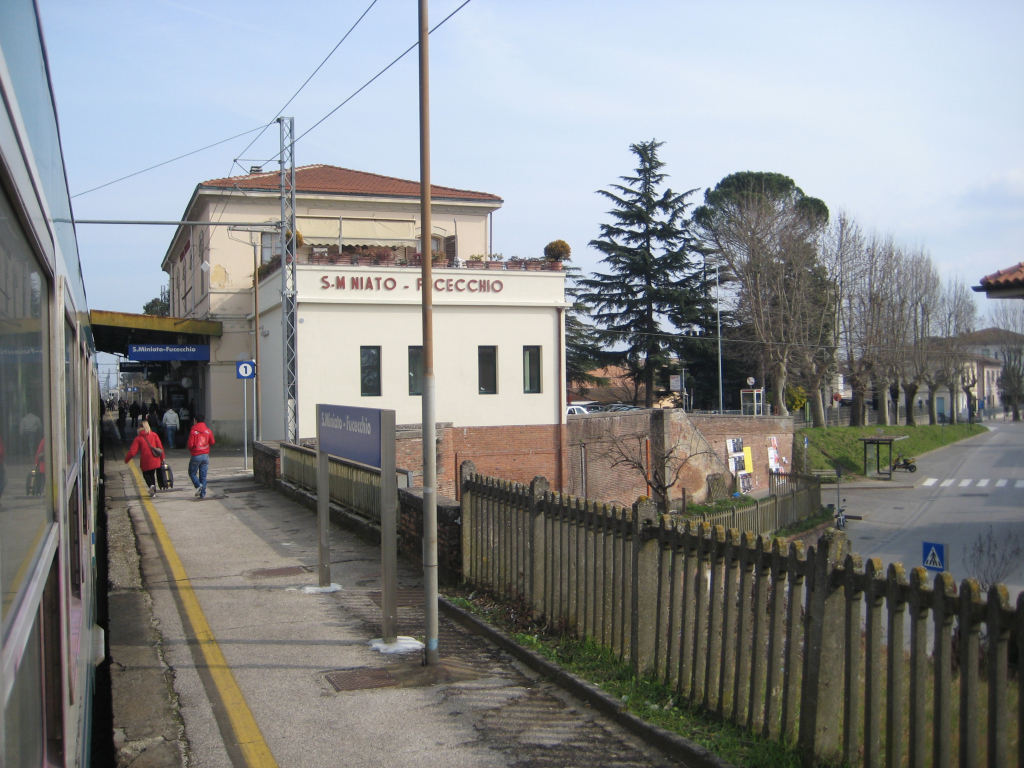
Stazione lato binari

La stazione venne attivata nel 1847, all'apertura della tratta da Pontedera a Empoli, con una forte opposizione da parte della popolazione locale, a causa della convinzione che la strada ferrata fosse veicolo di malattie. Al momento della sua costruzione la stazione fu denominata di San Pierino.
Il 9 dicembre 2002 la stazione venne declassata a semplice fermata.
Nel 2007 il fabbricato viaggiatori fu ristrutturato e in alcuni locali si insediò un'agenzia di viaggi; un ulteriore progetto elaborato da alcune associazioni di promozione sociale della zona prevedeva la creazione di "spazi dedicati alla creatività giovanile, alla musica, al teatro, alle arti visive".

## Strutture e impianti
La fermata è composta da un fabbricato viaggiatori e da due banchine collegate tramite sottopassaggio che servono i rispettivi binari di corsa. La fermata disponeva di uno scalo merci composto da un magazzino, un piano caricatore e da tre tronchini, uno a servizio del piano carico/scarico ed altri due che terminavano nel piazzale retrostante il deposito. Dal 2002 lo scalo è stato riconvertito a sito di accantonamento materiali, il magazzino è stato convertito a deposito e i tre binari tronchi sono stati soppressi e scollegati dal resto della linea.

## Movimento
La stazione è servita da treni regionali cadenzati svolti da Trenitalia nell'ambito del contratto di servizio stipulato con la Regione Toscana definito anche "Memorario".

## Servizi
La stazione, che RFI classifica nella categoria "silver", dispone di:
- Biglietteria automatica
- Sala d'attesa

## Interscambi
La fermata dispone di:
- Fermata autobus